# Caio Sévio Lupo

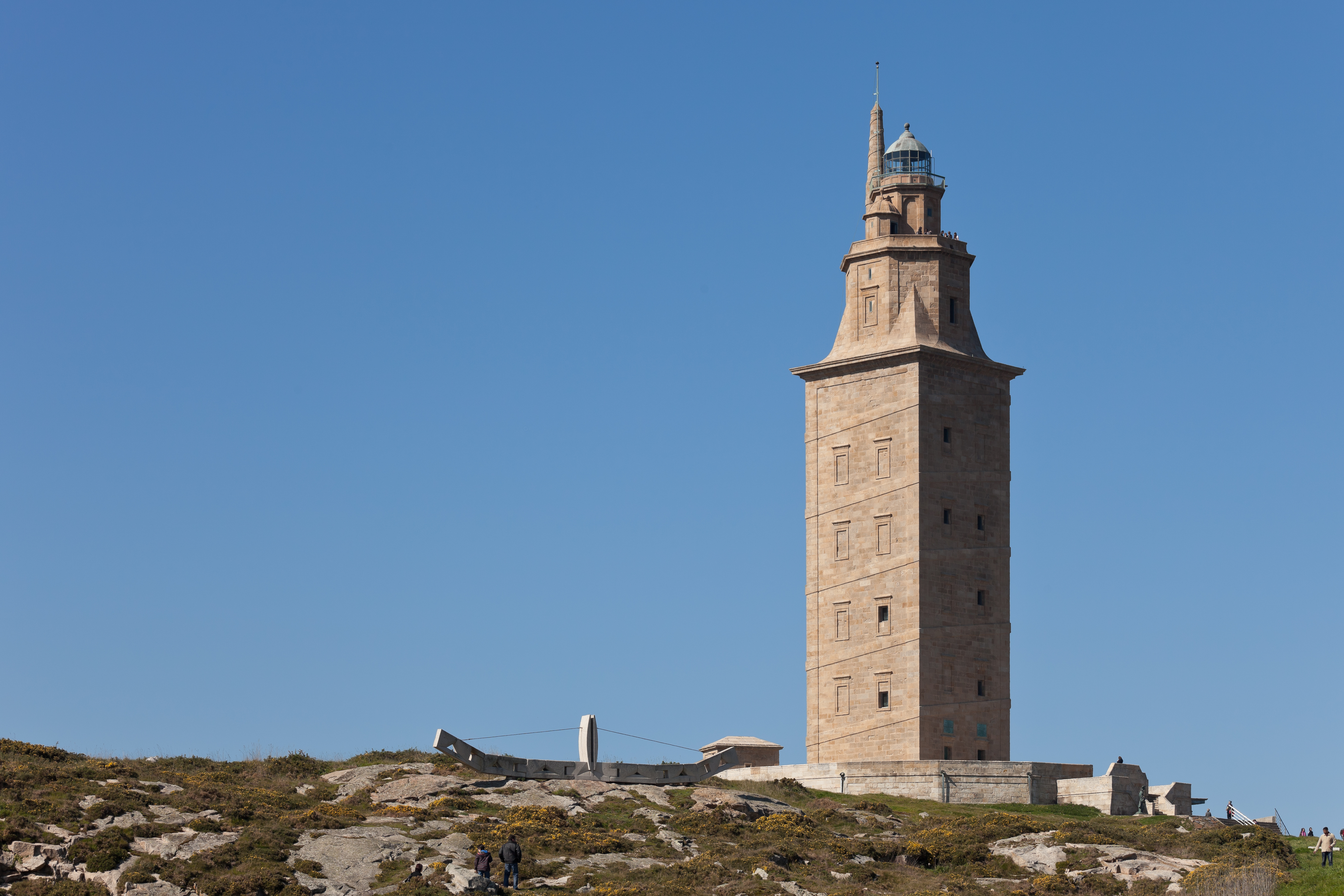
Torre de Hércules, Corunha, Espanha

Gaio Sévio Lupo (em Latim Gaius Sevius Lupus) (Emínio (Coimbra), século II) foi um arquiteto lusitano.
Uma inscrição ligada à construção da Torre de Hércules, que tinha como função servir de farol à navegação, refere-se ao nome deste arquiteto, pelo que alguns autores acreditam tenha sido ele o seu construtor.

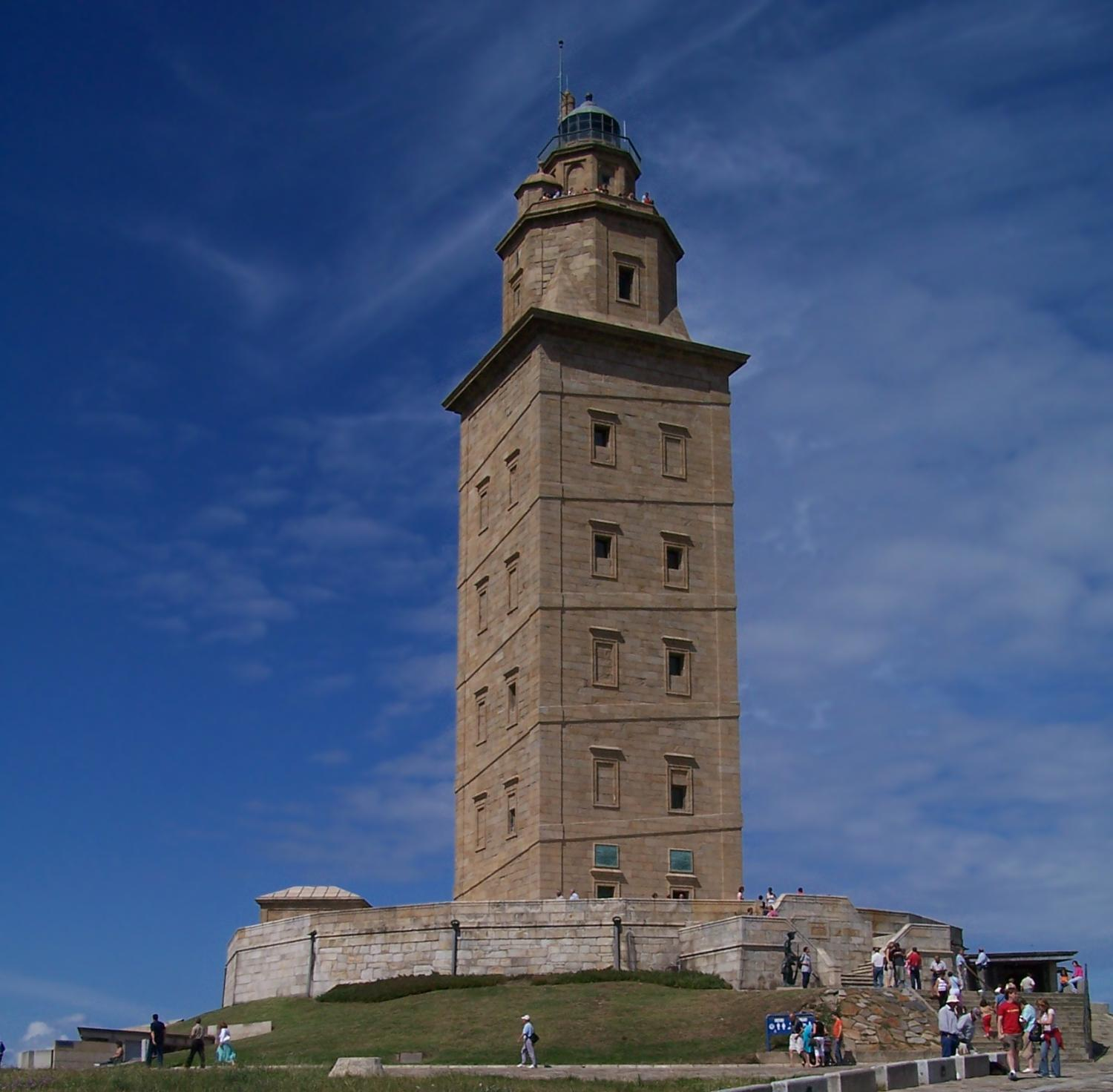
Torre de Hércules, Espanha.

"MARTI /AUG[USTO] SACR[UM] /
C[AIUS] SEVIUS /LUPUS /
ARCHITECTUS /AEMINIENSIS /
LUSITANUS EX VO[TO]"
"Consagrado a Marte Augusto.
Caio Sévio Lupo,
arquitecto de Emínio
Lusitano em cumprimento de uma promessa"
Coloca-se também a hipótese de ele ter sido ainda o autor da planta do criptopórtico, sobre o qual assentou o Fórum de Emínio, embora não haja provas que confirmem essa suposição (no artigo sobre Emínio, encontram-se mais informações sobre este monumento.)